# Phares de Nantucket Harbor Range

Les phares de Nantucket Harbor Range (en anglais : Nantucket Harbor Range Lights) sont des feux d'alignement actifs construits en 1908 pour guider les navires dans l'étroit chenal qui mène au port de Nantucket, dans le Comté de Nantucket (État du Massachusetts).
Ils ont remplacé un dispositif plus ancien impliquant le phare Nantucket Beacon et le phare de Brant Point , devenu inutilisable lorsque ce dernier a été remplacé par une nouvelle tour.
Ils affichent des marques de jour à rayures verticales rouges et blanches de type KRW, l’une des douze combinaisons utilisées par la Garde côtière.

## Description

### Alignement arrière du port de Nantucket
C'est une tour en bois pyramidal à claire-voie de 14 m de haut, peint en blanc, avec une petite lanterne ouverte en haut et un petit abri technique en bois à sa base . Elle porte également une marque de jour en bois rectangulaire peinte en rouge avec une bande verticale blanche. Elle est située au bord de l'eau au sud de l'ancien phare de Brant Point et à 81 m au sud du feu avant. Il émet, à une hauteur focale de 16 m un feu blanc continu, plus lumineux sur la ligne de gamme.
Identifiant : ARLHS : USA-1094 ; USCG : 1-15165 - Amirauté : J0416.1 .

### Alignement avant du port de Nantucket
C'est une tour en bois pyramidal à claire-voie de 9,1 m de haut , peint en blanc, avec une petite lanterne ouverte en haut et un petit abri technique en bois à sa base. Elle porte également une marque de jour en bois rectangulaire peinte en rouge avec une bande verticale blanche . Elle est située juste au nord-est de l’ancien phare de Brant Point. Il émet, à une hauteur focale de 11 m un feu blanc clignotant, plus lumineux sur la ligne de gamme.
Identifiant : ARLHS : USA-1095 ; USCG : 1-15160 - Amirauté : J0416 .

### Lien connexe
- Liste des phares du Massachusetts